# Bernard Orchard
Bernard Orchard (Bromley, 3 maggio 1910 – 28 novembre 2006) è stato un monaco benedettino ed un biblista britannico.
Nel 1951 completò il suo commento biblico e iniziò, assieme a Reginald Fuller, una nuova traduzione della Bibbia che fosse adatta sia per la liturgia che per lo studio, e che fu pubblicata nel 1967.
Seguendo le orme del suo mentore Christopher Butler e in opposizione al consenso diffuso tra gli studiosi, Orchard fu sostenitore dell'ipotesi Griesbach per la soluzione del problema sinottico, che rinominò ipotesi dei due vangeli, secondo la quale il Vangelo secondo Matteo fu il primo ad essere composto, mentre il Vangelo secondo Marco fu l'ultimo.